# Nosodendron lentum
Nosodendron lentum is een keversoort uit de familie van de boomsapkevers (Nosodendridae). De wetenschappelijke naam van de soort is voor het eerst geldig gepubliceerd in 1954 door Oehme-Leonhardt.